# Podhradík
Podhradík est un village de Slovaquie situé dans la région de Prešov.

## Histoire
Première mention écrite du village en 1427.

## Démographie

### Évolution de la population
| Année:               | 1994. | 2004.   | 2014.   | 2024.    |
| -------------------- | ----- | ------- | ------- | -------- |
| Nombre de personnes: | 326   | 350     | 372     | 434      |
| Différence:          |       | +7,36 % | +6,28 % | +16,66 % |

| Année:               | 2023. | 2024.   |
| -------------------- | ----- | ------- |
| Nombre de personnes: | 440   | 434     |
| Différence:          |       | -1,36 % |